# Krzysztof Krowacki
Krzysztof Aleksander Krowacki (ur. 19 lipca 1939) – polski ekonomista, dyplomata i urzędnik państwowy, w latach 1992–1995 podsekretarz stanu w Ministerstwie Finansów.

## Życiorys
Syn Stanisława. Ukończył studia wyższe, obronił doktorat. Był funkcjonariuszem Milicji Obywatelskiej, a na przełomie lat 80. i 90. radcą finansowym w Ambasadzie PRL w Waszyngtonie (uczestniczył m.in. w negocjacjach z Jeffreyem Sachsem). Od 31 grudnia 1992 do 10 lutego 1995 pełnił funkcję podsekretarza stanu w Ministerstwie Finansów w rządzie Hanny Suchockiej, odpowiedzialnego m.in. za negocjacje redukcji polskiego zadłużenia. W 1995 został dyrektorem środkowoeuropejskiego oddziału Bank of America Merrill Lynch w Warszawie. Jego nazwisko pojawiło się w publikacji Resortowe dzieci. Biznes autorstwa Doroty Kani, Jerzego Targalskiego i Macieja Marosza.
W 2013 otrzymał odznakę honorową „Za Zasługi dla Finansów Publicznych Rzeczypospolitej Polskiej”. Uznany VIP-em roku 1994 przez tygodnik „Życie Gospodarcze”. 